# Młyn (rugby union)

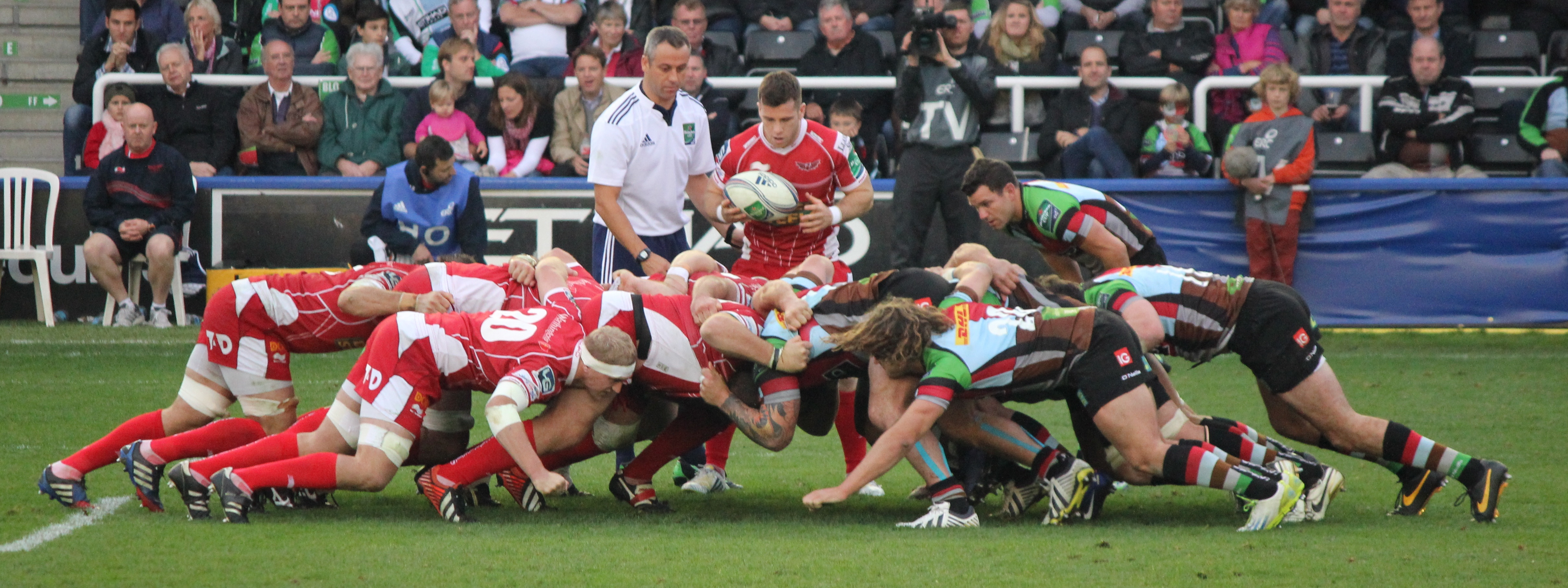

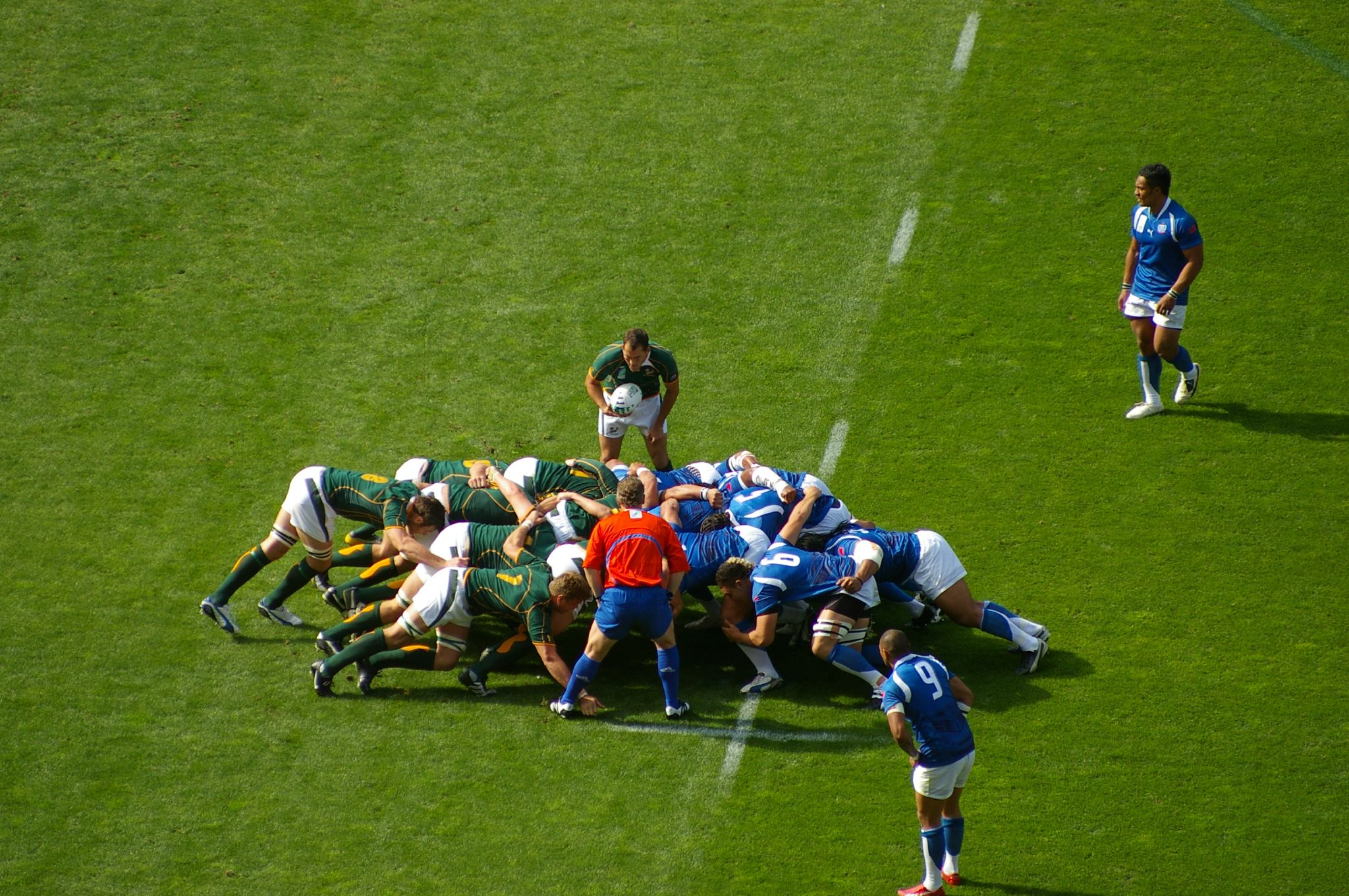

Młyn (ang. scrum) – jeden ze sposobów wznowienia gry w rugby union stosowany m.in. w przypadku naruszenia przepisów gry o mniejszym znaczeniu (najczęściej – podania piłki ręką do przodu lub upuszczenia piłki przed siebie) oraz jako jeden ze sposobów rozegrania rzutu wolnego i karnego, a także w przypadku przerwania gry bez przewinienia po stronie żadnej z drużyn. Stanowi jeden z najbardziej charakterystycznych elementów gry, a bezpośredni udział bierze w nim po ośmiu zawodników każdej drużyny (w odmianie rugby 7 – po trzech).

## Okoliczności przyznania młyna

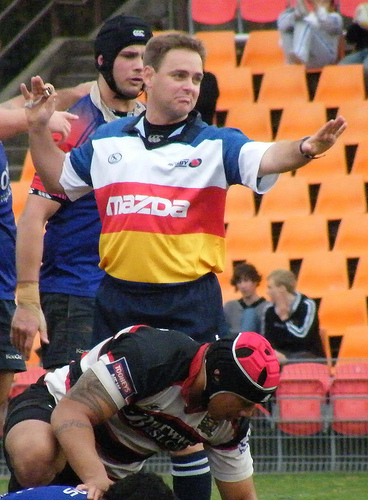
Sygnalizacja sędziego: lewa ręka – młyn dla drużyny po prawej stronie zdjęcia; prawa ręka – przewinienie polegające na wypadnięciu piłki do przodu

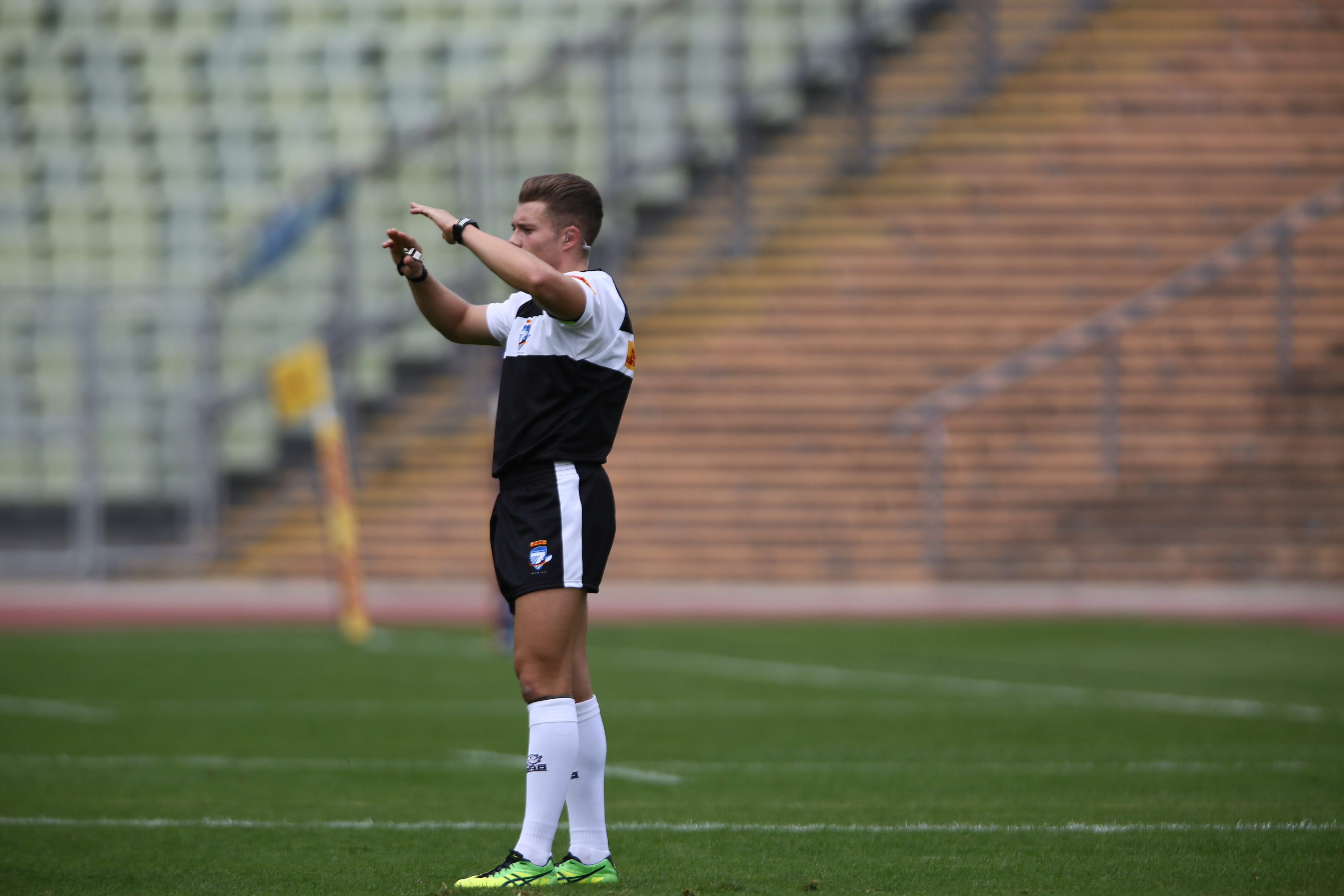
Sygnalizacja przez sędziego formowania młyna

Młyn najczęściej dyktowany jest przez sędziego na korzyść jednej z drużyn, gdy dojdzie do naruszenia przepisów gry przez zawodników drużyny przeciwnej, przy czym to naruszenie ma charakter mniej znaczący niż w przypadku rzutu karnego. Takimi sytuacjami są w szczególności:
- podanie piłki ręką do przodu,
- wypadnięcie piłki z rąk zawodnikowi przed siebie lub jej przypadkowe odbicie w tym kierunku,
- przypadkowa pozycja spalona,
- nieprawidłowe wznowienie gry kopem (np. ze środka boiska, gdy piłka nie przekroczy linii 10 m lub wyjdzie bezpośrednio poza boisko – jest to jedna z opcji do wyboru przez drużynę przeciwną),
- niepodporządkowanie się komendzie sędziego zagraj (use it) w przypadku gry w młynie, rucku lub maulu,
- piłka jest niemożliwa do grania w młynie, rucku lub maulu[1].

Sędzia nie jest zobowiązany do natychmiastowego odgwizdania młyna po naruszeniu przepisów, jeśli drużyna, na rzecz której byłby on przyznany, pozostaje w posiadaniu piłki. Sędzia może w takim wypadku odgwizdać młyn po pewnym czasie, jeśli drużyna, której młyn się należał, nie odniosła korzyści taktycznej lub terytorialnej.
Młyn jest też sposobem wznowienia gry w przypadku jej przerwania bez przewinienia którejkolwiek z drużyn, np.:
- gdy piłka zostanie unieruchomiona nad ziemią na polu punktowym jednej z drużyn (młyn otrzymuje drużyna atakująca)[a],
- gdy wcześniej rozegrany młyn zostanie przerwany bez orzeczenia przez sędziego winy zawodników żadnej z drużyn (młyn otrzymuje drużyna, której pierwotnie przyznano rozegranie młyna),
- gdy sędzia przeszkodzi w grze, dając korzyść drużynie przeciwnej (młyn otrzymuje drużyna, która jako ostatnia miała piłkę),
- gdy sędzia przerwie grę np. z powodu kontuzji zawodnika (młyn otrzymuje drużyna, która jako ostatnia miała piłkę)[1].

Młyn sygnalizowany jest przez sędziego gwizdnięciem i uniesieniem wyprostowanej ręki skierowanej poziomo w kierunku pola punktowego drużyny, której zostaje przyznany. Następnie sędzia odpowiednim gestem pokazuje rodzaj przewinienia lub innego powodu podyktowania młyna. Podniesienie wyprostowanej ręki skierowanej poziomo w kierunku pola punktowego jednej z drużyn, jednak bez gwizdnięcia i utrzymany przez kilka sekund, oznacza korzyść dla tej drużyny.
Ponadto młyn jest też jednym ze sposobów rozegrania rzutu karnego lub rzutu wolnego, stosownie do wyboru dokonanego przez drużynę, której został przyznany.
Przystąpienie do formowania młyna (a także wybór młyna w przypadku rzutu karnego lub wolnego) sędzia sygnalizuje, unosząc dłonie przed twarzą lub nad głową i stykając je koniuszkami palców.

## Sposób rozegrania młyna

Ustawienie zawodników w młynie

Co do zasady młyny wykonywane są w miejscu przewinienia lub wstrzymania gry. Młyn musi być jednak podyktowany w obrębie strefy młyna (ang. scrum zone), tj. nie może być wykonany bliżej niż 5 metrów od pola punktowego oraz od linii bocznej boiska. Jeśli przewinienie lub wstrzymanie gry miało miejsce poza strefą młyna, młyn jest dyktowany w miejscu wchodzącym w skład tej strefy, najbliższym do miejsca przewinienia lub wstrzymania gry. Sędzia wskazuje centralny punkt młyna, przez który przebiega linia oddzielająca formacje obu drużyn, równoległa do linii pola punktowego. Drużyny powinny być gotowe do rozegrania młyna w ciągu 30 sekund od wyznaczenia miejsca jego rozegrania (w przypadku odmiany rugby 7 – 15 sekund).
W młynie bierze udział co do zasady po ośmiu zawodników z każdej drużyny. Gracze młyna zwyczajowo noszą numery od 1 do 8 i są wyspecjalizowani na określonych pozycjach (różniąc się także charakterystyką fizyczną niezbędną do wypełniania obowiązków na boisku):
- w pierwszej linii młynarz (ang. hooker) i dwóch filarów (ang. props),
- w drugiej linii dwaj wspieracze (ang. locks),
- w trzeciej linii dwaj rwacze (ang. flankers) i jeden wiązacz (ang. number eight)[10] [11][12].

Gracze łączą się ze sobą w odpowiednie ustawienie w następujący sposób:
- filarzy łączą się z młynarzem po obu jego bokach (filarzy jednym ramieniem, młynarz oboma ramionami),
- wspieracze łączą się jednym ramieniem ze sobą, a drugim ramieniem z filarami stojącymi przed nimi,
- pozostali trzej zawodnicy łączą się co najmniej jednym ramieniem ze wspieraczami[9][13].

Dwie stworzone w ten sposób grupy zawodników stoją naprzeciwko siebie rozdzielone na odległość ramienia w punkcie wskazanym przez sędziego. Wówczas następuje związanie młyna w trzech etapach na komendy sędziego:
- na komendę crouch zawodnicy pierwszej linii młyna pochylają się tak, aby głowy i barki nie znajdowały się poniżej poziomu bioder i aby głowa każdego zawodnika znajdowała się po lewej stronie jego bezpośredniego przeciwnika (jednak głowy ani barki nie mogą się dotykać),
- na komendę bind filarzy wolnymi rękami chwytają za koszulki swoich bezpośrednich przeciwników,
- na komendę set formacje wiążą się ze sobą, tworząc tunel pomiędzy drużynami, z gotowością obu drużyn do pchania[14].

Dziewiąty gracz drużyny, na rzecz której podyktowano młyn, łącznik młyna (ang. scrum-half) ustawia się naprzeciwko tunelu tworzonego przez drużyny i pojedynczym szybkim ruchem oburącz wrzuca piłkę prosto do tunelu, tak aby pierwszy raz dotknęła ziemi już w tunelu. Moment wrzucenia piłki do tunelu oznacza początek rozegrania młyna i w tym momencie drużyny mogą zacząć pchać swoich przeciwników. Zawodnicy pierwszej linii młyna mogą ją zagrzebywać, przy czym zobowiązany jest do podjęcia takiej próby młynarz, a zagrzebanie polega na kopnięciu piłki do tyłu jedną nogą. Walka w młynie polega na próbie przepchnięcia swojej drużyny nad piłkę oraz wypchnięcia jej stopami na brzeg młyna tak, aby mogła być ona podniesiona. 
W młynie może wziąć udział mniej niż ośmiu zawodników drużyny, jeśli z jakiegoś powodu na boisku znajduje się mniej niż 15 jej zawodników – wówczas drużyna może zmniejszyć liczbę zawodników w młynie o tylu zawodników, ilu brakuje na boisku, jednak musi pozostać ich w młynie co najmniej pięciu. 
W odmianie rugby 7 w młynie uczestniczy tylko trzech graczy (pierwsza linia), a ich specjalizacja nie jest tak daleko idąca.

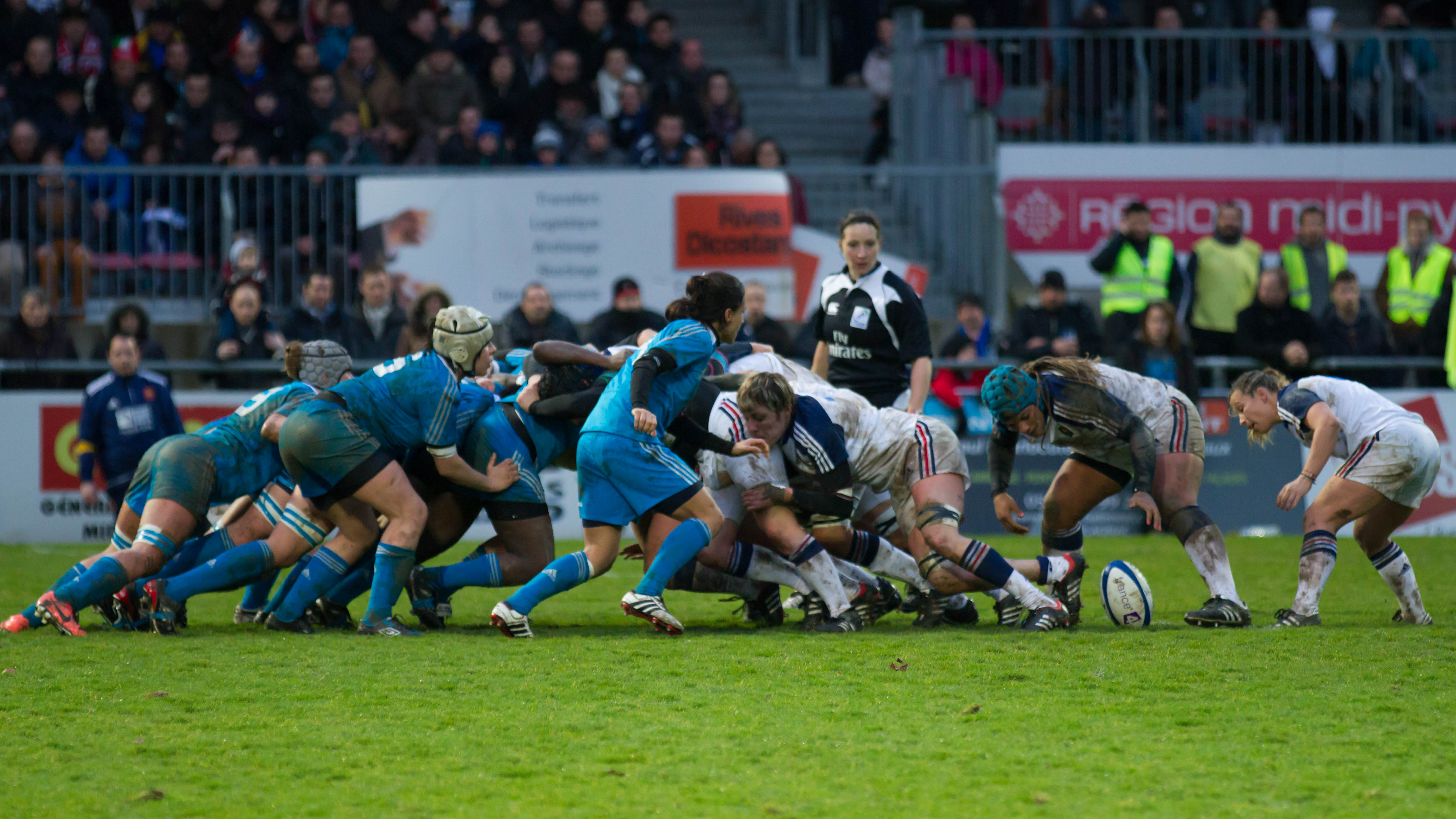
Wyjście piłki z młyna

Zakończenie młyna następuje w chwili, gdy:
- piłka wyjdzie spod nóg graczy młyna w dowolnym kierunku,
- piłka znajdzie się pod stopami ostatniego gracza młyna i zostanie podniesiona przez łącznika młyna tej drużyny,
- piłka znajdzie się pod nogami graczy drugiej linii młyna i zostanie podniesiona przez wiązacza tej drużyny,
- piłka znajdzie się na linii pola punktowego lub ją przekroczy,
- sędzia przerwie młyn[17].

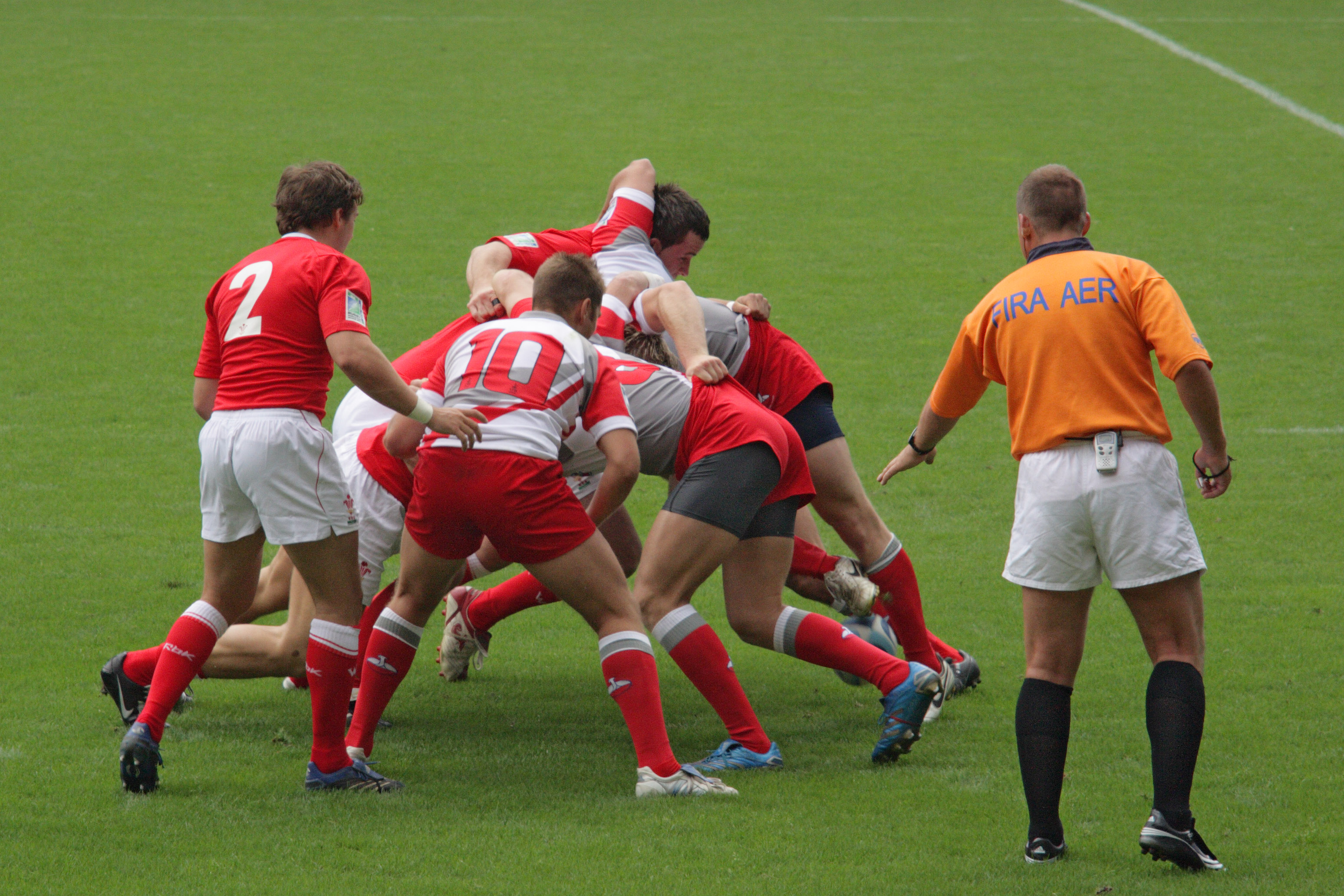
Młyn w rugby 7

W rugby 7 łącznik młyna może podnieść piłkę w dowolnym momencie.
Pozostali gracze obu drużyn poza łącznikami młyna muszą znajdować się podczas młyna za linią przebiegającą pięć metrów od linii wyznaczonej przez stopy ostatniego zawodnika młyna, równoległej do linii pola punktowego. Odległość ta nie musi być zachowana tylko wtedy, gdy stopy tego gracza są mniej niż pięć metrów od linii pola punktowego tej drużyny – w takim przypadku inni jej zawodnicy muszą znajdować się poza tą linią. Łącznik młyna, który wrzucał piłkę, musi podczas młyna mieć co najmniej jedną stopę na wysokości piłki lub bliżej własnego pola punktowego. Z kolei łącznik młyna drużyny przeciwnej musi być obiema stopami za piłką i nie może wchodzić pomiędzy łącznika młyna drugiej drużyny a jej graczy trzeciej linii młyna.
Przed każdym meczem drużyna wskazuje graczy, którzy mogą grać w pierwszej linii młyna. Jeśli na boisku nie ma trzech takich graczy (np. w wyniku kontuzji lub kary), drużyna ma obowiązek przed rozegraniem młyna zmienić innego zawodnika drużyny na rezerwowego gracza pierwszej linii młyna. Jeśli z boiska musi zejść rezerwowy gracz młyna, na boisko może wrócić jeden z wcześniej zastąpionych zawodników. Jeśli drużyna nie ma w określonym momencie meczu trzech zawodników, którzy mogą grać w pierwszej linii młyna, rozgrywany jest młyn symulowany (ang. uncontested scrum), czyli młyn, w którym drużyny wiążą się ze sobą, ale nie pchają. 

## Błędy podczas rozegrania młyna

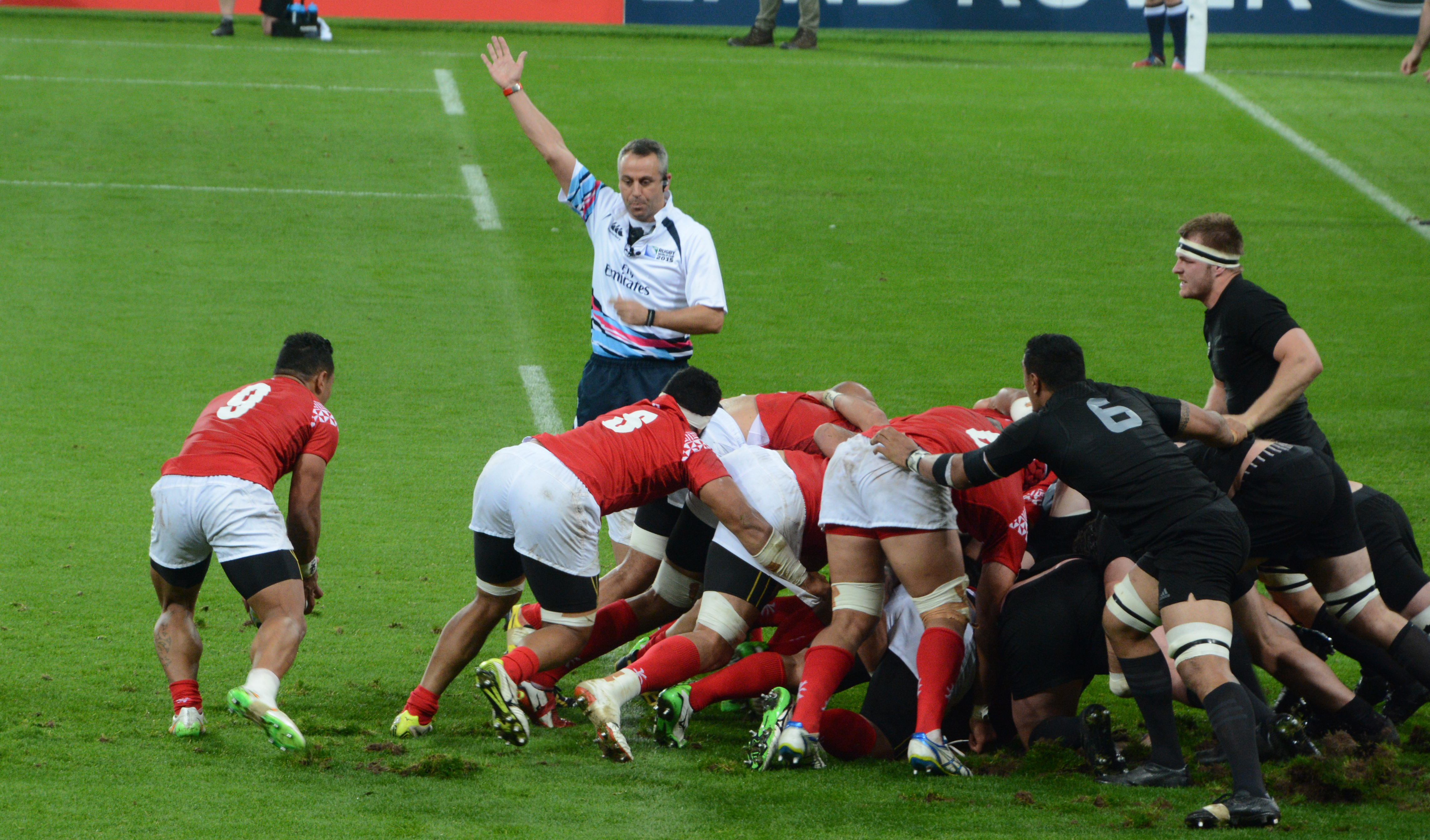
Zawalenie młyna przez graczy w czarnych koszulkach

Młyn może być przerwany z różnych powodów, a błędy w trakcie jego rozegrania mogą skutkować podyktowaniem rzutu karnego lub wolnego. Do błędów skutkujących przyznaniem rzutu karnego należą m.in.:
- pchanie inaczej niż prostopadle do linii pola punktowego lub inaczej niż równolegle do ziemi,
- zagrywanie piłki w młynie inaczej niż jedną stopą,
- obecność łącznika młyna lub innego zawodnika drużyny na spalonym,
- umyślne wynoszenie przeciwników do góry,
- umyślne zawalanie młyna,
- odłączenie się zawodnika od młyna przed jego zakończeniem[21].

Do błędów skutkujących przyznaniem rzutu wolnego należą m.in.:
- rozpoczęcie pchania w młynie przed wrzuceniem piłki do młyna,
- nieprawidłowe wrzucenie piłki do młyna,
- udawanie przez łącznika młyna, że piłka wyszła poza młyn,
- nieprzygotowanie drużyny do rozegrania młyna w wymaganym czasie[21].

Do powtórzenia młyna może dojść także w sytuacji, w której sędzia nie stwierdzi błędu żadnej z drużyn, m.in.:
- piłka po wrzucie wyjdzie po drugiej stronie młyna,
- młyn zawali się bez winy zawodników jednej z drużyn,
- młyn skręci się o ponad 90° bez winy zawodników jednej z drużyn[22].

## Młyn w taktyce gry
Wybór sposobu rozegrania rzutu karnego jako młyna w dużej mierze uzależniony jest od miejsca, w którym jest on podyktowany, oraz pozostałego czasu gry i aktualnego wyniku. Młyn jest wybierany głównie w sytuacji, gdy przewinienie ma miejsce blisko pola przyłożeń drużyny przeciwnej. Niewielka odległość powoduje w takim przypadku zwiększenie szansy na zdobycie wartego pięć punktów przyłożenia (a siedmiu punktów, jeśli zostałoby ono podwyższone) w porównaniu z tylko trzema punktami możliwymi do zdobycia po łatwiejszym do wykonania kopie na bramkę .
W rozegraniu samego młyna, niezależnie od powodu jego podyktowania, najważniejsze dla drużyny atakującej jest utrzymanie piłki, tak, aby mogła ona trafić w ręce pozostałych graczy drużyny, rozpoczynających atak. Poprzez związanie większości zawodników w młynie atakujący mają w tym momencie znacznie więcej miejsca na boisku i łatwiej im przedrzeć się przez szyki obronne przeciwnika. Dzieje się tak szczególnie, gdy młyn odbywa się w równej odległości od linii bocznych boiska – zawodnicy broniącej się drużyny nie wiedzą, którą stroną boiska ruszy atak. Utrata piłki we własnym młynie jest jednym z głównych błędów drużyny podczas meczu.
Dla broniącej się drużyny szczególnie istotne jest silne pchnięcie rywali. Jeśli uda się jej zdominować młyn i zmusić przeciwników do cofania, będą oni mieli trudność z podniesieniem piłki i prawidłowym jej rozegraniem. Z kolei drużyna atakująca, gdy pchnie rywali, zmusza do cofania się pozostałych zawodników przeciwnika za przesuwającą się razem z młynem linię spalonego, a sukces fizyczny w młynie daje jej więcej opcji w ataku i demoralizuje przeciwnika. Młyn rozgrywany przy linii punktowej przeciwnika może zamienić się bezpośrednio w przyłożenie: jeśli drużyna atakująca ma przewagę fizyczną, a wiązacz kontroluje piłkę i utrzymuje ją przed swoimi stopami, młyn może, pchając przeciwników, przesunąć się na pole punktowe rywali, a wiązacz przyłożyć piłkę.
Zawodnicy formacji młyna są nie tylko odpowiedzialni za rozgrywanie tego fragmentu gry, ale także za rozgrywanie wrzutów z autu i w dużej mierze za walkę o piłkę w ruckach. Przez większość meczu odpowiadają za odzyskiwanie piłki i stanowią podstawę drużyny rugby. 
W rugby 7 młyny są rozgrywane rzadziej niż w rugby 15-osobowym, a piłka dużo szybciej z nich wychodzi. Nie ma tu też takiej specjalizacji pozycji. Z powodu mniejszego nacisku na graczy, ich fizyczne charakterystyki mogą być tu zupełnie inne. Ponieważ jest tu tylko jeden rząd zawodników, pchnięcie może być zbyt szybkie, aby łącznik młyna zdążył podnieść piłkę wychodzącą z młyna, dlatego spotyka się tu częściej niż w rugby 15-osobowym podanie przez niego piłki nogą do jednego z partnerów. Stosowana też jest taktyka polegająca na ustawieniu się innego gracza za młynem, za linią spalonego, który po mocniejszym kopnięciu podnosi piłkę z ziemi. Pchnięcie, które pozbawi przeciwników kontroli nad piłką, jest szansą na odzyskanie piłki przez drużynę, która się broni. 

## Historia

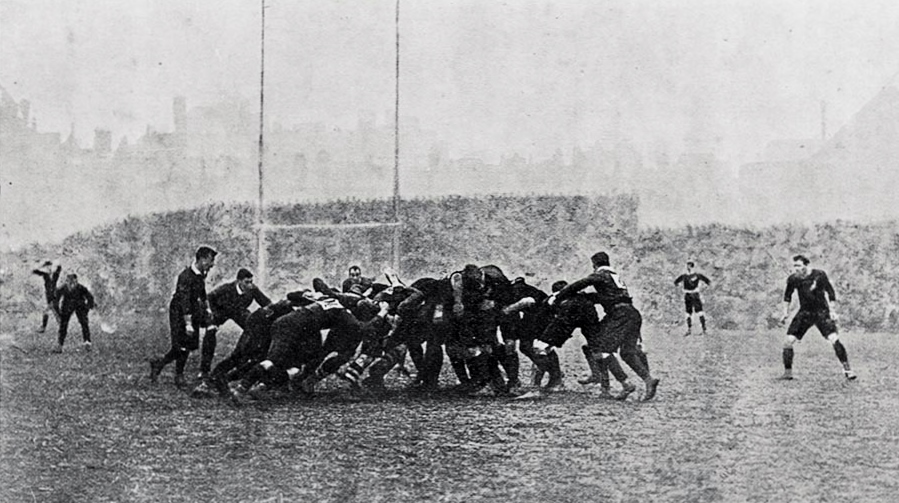
Młyn podczas meczu w 1905

Młyn był istotnym elementem gry od początku jej istnienia, wspólnym dla wszystkich kodów piłkarskich do połowy XIX w. i wywodzącym się z dawnych masowych meczów rozgrywanych między wioskami z udziałem setek uczestników . Pierwotna gra uprawiana w Rugby School była niemal nieustannym ciągiem młynów . Wyglądały one inaczej niż w obecnych czasach: ich bardzo liczni uczestnicy stali wyprostowani, a ich głównym celem było pchanie połączone z prowadzeniem piłki po ziemi za pomocą kopnięć w kierunku linii bramkowej przeciwnika oraz kopaniem zawodników drużyny przeciwnej po nogach (ang. hacking). Wyciąganie piłki z młyna było uznawane za oszukiwanie, a pochylanie w nim głowy za objaw tchórzostwa (chęć chronienia własnych nóg przed hackingiem, dla którego większej skuteczności nawet specjalnie przystosowywano buty) . Nie było rzutów karnych i w razie naruszenia przepisów organizowano młyn w miejscu naruszenia zasad . Młyny nie były zorganizowane, każdy zawodnik drużyny mógł się przyłączyć i nie była istotna kolejność, w której to robili.
Hacking, który miał za cel zmuszenie przeciwnika do rozwiązania młyna budził kontrowersje i w zasadach gry przyjętych w momencie zakładania Rugby Football Union w styczniu 1871 roku postanowiono zakazać zarówno tej praktyki, jak i umieszczania metalowych elementów na butach. Zwolennicy hackingu skarżyli się, że bez jego stosowania młyny zamieniają się w bardzo długie przepychanie, w którym po obu stronach były rzędy przyłączających się dwójkami graczy. Młyny potrafiły trwać po kilka, a nawet 10 minut . Zadaniem uczestników młyna stanowiących większość drużyny, było odepchnięcie przeciwników do tyłu tak daleko, jak to możliwe, a następnie wykorzystanie zamieszania po ich stronie, kopiąc piłkę. Rolą pozostałych graczy była obrona własnej bramki lub kopnięcie piłki w celu ustawienia nowego młyna. Nie wolno było podnosić piłki z ziemi, a jedynie ją łapać w powietrzu, podania były bardzo rzadkie, a każde powalenie szarżą zawodnika niosącego piłkę lub odłożenie przezeń piłki na ziemi z okrzykiem down oznaczało nowy młyn. . Podstawową taktyką stosowaną w młynie było pchanie na wprost. Czasami znajdujący się w środku gracz kontrolował piłkę między nogami, a jego koledzy koncentrowali się na przepychaniu go przez grupę graczy przeciwnika . Liczba zawodników młyna nie była ustalona. Początkowo w drużynach 20-osobowych było ich piętnastu, potem czternastu . W pierwszym w historii spotkaniu międzypaństwowym w rugby w 1871 roku w 20-osobowych składach Anglicy mieli trzynastu graczy młyna, a Szkoci czternastu. Jedyna bramka w tym meczu została zdobyta po kopie, którego prawo wykonania drużyna szkocka uzyskała w wyniku przyłożenia po wepchnięciu przeciwników młynem na pole za linią bramkową – sytuacja ta wzbudziła duże kontrowersje, ponieważ Anglicy kwestionowali możliwość uznania przyłożenia zdobytego w taki sposób. 
Monotonne przepychanki między grupami zawodników z piłką u stóp męczyły kibiców i z tego powodu pojawił się pomysł zmniejszenia liczby zawodników w drużynie do piętnastu . W 1875 rozegrano w takich składach Varsity Match, a wkrótce potem zmianę wprowadzono też w meczach międzynarodowych (choć odzwierciedlenie w przepisach znalazła dopiero w 1892) . Po zmniejszeniu liczby zawodników na boisku drużyny miały zwykle po dziewięciu graczy młyna. Dzięki temu młyny były bardziej uporządkowane i trwały krócej, ponieważ piłce łatwiej było z nich wyjść. Zawodnicy młyna zaczęli pochylać głowy, aby widzieć, gdzie jest piłka. Co więcej, zespoły zaczęły celowo wykopywać piłkę z młyna do graczy ataku. Zmiana ta i łatwość, z jaką piłka mogła opuścić młyn, a jego uczestnicy oderwać się od zgrupowania, otworzyły drogę do rozwoju gry podaniami .
W tym okresie pojawili się także gracze łączący formacje młyna i ataku (łącznik młyna, ang. scrum-half). W latach 80. XIX w. w Walii ograniczono liczbę zawodników młyna do ośmiu, zwiększając tym samym znaczenie gry poza młynem. Zwycięstwo Walii nad Anglią w 1890 roku spowodowało, że w Anglii rozpoczęto przechodzić na podobny styl gry. Z kolei na początku lat 80. w Anglii wprowadzono nowinkę polegającą na przypisaniu graczom młyna stałych pozycji w tym elemencie gry . W 1886 pozwolono na podnoszenie piłki z ziemi. W tym okresie usunięto także zapis z zasad gry, zgodnie z którym tylko umyślne zagranie piłki do przodu były zakazane. Wizyta graczy brytyjskich na południowej półkuli w 1888 zaowocowała wprowadzeniem do przepisu zgody na wykopywanie piętą piłki z młyna. Stopniowa pojawiała się specjalizacja zawodników w młynie. Początkowy standard ustawienia w młynie obejmował trzech zawodników w pierwszej linii, dwóch w drugiej i trzech w trzeciej linii młyna.

Ustawienie zawodników w dawniej stosowanych formacjach 3–2–3 (czerwony kolor) i 2–3–2 (nowozelandzki, zielony kolor)

W 1892 roku w Nowej Zelandii, gdzie w większym stopniu niż w Europie stawiano na otwartą grę poza młynem, ten ostatni przybrał kształt trzech linii liczących odpowiednio po dwóch, trzech i dwóch zawodników. Oprócz tego funkcjonował skrzydłowy młyna (ang. wing forward, potem rover), który wrzucał piłkę do młyna i chronił łącznika młyna . Mimo mniejszej liczby graczy nowozelandzki młyn miał przewagę nad młynem europejskim dzięki możliwości skoncentrowania pchnięcia na jednym ogniwie młyna z trzema osobami w pierwszym szeregu, a ponieważ łącznik młyna był chorniony, mógł szybciej wyjąć piłkę z młyna . Kolejną nowinkę taktyczną w zakresie młyna zaprezentowała drużyna z Afryki Południowej, podróżująca po Wielkiej Brytanii w roku 1906 – rozgrywali oni młyn w ustawieniu składającym się z trzech graczy pierwszej linii, czterech drugiej linii i jednego w trzeciej linii. Takie rozwiązanie, stanowiące zaczątek taktyczny współczesnego młyna, ułatwiało im przejście do otwartej gry dzięki możliwości szybkiego odłączenia się od młyna dwóch bocznych graczy drugiej linii i gracza trzeciej linii. Jednak nadal często używali tradycyjnego ustawienia 3–2–3, a ustawienie 3–4–1 stało się powszechne dopiero w latach 20. XX w. Taki młyn łączył możliwość skoncentrowania nacisku z większą siłą wynikającą z dodatkowego gracza, i okazał się mieć zdecydowaną przewagę nad młynem nowozelandzkim.
W okresie międzywojennym pojawiły się rozbieżności pomiędzy zasadami gry w Europie oraz na południowej półkuli. W Nowej Zelandii w 1920 roku zaczęto stosować tzw. Auckland rules, zgodnie z którymi m.in. piłkę do młyna wrzucał sędzia, a gracze ataku nie mogli przekraczać linii pomiędzy drużynami podczas trwania młyna, jednak porzucone w roku 1929. W 1921 roku wprowadzono do przepisów zasadę, że piłka wrzucona do młyna musiała minąć przynajmniej jednego zawodnika drużyny, co nieco osłabiało przewagę młynów nowozelandzkich, mających tylko dwóch zawodników w pierwszym szeregu. Podczas wyprawy Nowej Zelandii do Afryki Południowej w 1928 roku drużyna gości po przegranym pierwszym spotkaniu przeszła z ustawienia młyna 2–3–2 do południowoafrykańskiego 3–4–1. Podczas wyprawy drużyny brytyjskiej do Nowej Zelandii w 1930 gospodarze ponownie używali ustawienia 2–3–2, co skłoniło działaczy brytyjskich do przeprowadzenia po powrocie do kraju zmiany przepisów mającej na celu wyeliminowanie takiego młyna i użycia skrzydłowego młyna : w roku 1932 wprowadzono zasadę, że piłka musi minąć trzy stopy zawodników pierwszej linii i Nowozelandczycy musieli ostatecznie porzucić swoją metodę organizowania młynów. Na początku lat trzydziestych gracze z Afryki Południowej odwiedzając Wielką Brytanię bezlitośnie korzystali z przewagi fizycznej swojego młyna i piłkę po wyjęciu z młyna wykopywali w aut, tylko po to, aby ponownie wybrać jego rozegranie w formie młyna. Możliwość taką zlikwidowano w 1939 roku.
Z kolei w Anglii w latach 20. William Wavell Wakefield wprowadził dalszą specjalizację w tylnych rzędach młyna  – m.in. ich zawodnicy (ang. back-rowers, winging-forwards) otrzymali zadanie jak najszybszego oderwania się od młyna i specjalizowali się w grze zarówno w młynie, jak i w ataku. Ten sposób gry oznaczał narodziny współczesnych rwaczy. Ta innowacja doprowadziła jednak do problemów podczas meczów: chęć zagrania szybkiej piłki z młyna doprowadziła do niekończących się problemów z umieszczeniem w nim piłki, ponieważ przednie rzędy starały się powstrzymać przeciwników przed zdobyciem piłki, a chęć back-rowers do jak najszybszego ataku na łącznika młyna i łącznik ataku prowadziła do ciągłych kar za spalonego. Coraz trudniej w tych warunkach było o przyłożenia, a coraz większą rolę w grze zaczynało dominować kopanie. Kolejne lata przynosiły próby wielu reform, mających zreformować młyn i przyspieszyć grę, jednak w dużej mierze bezskutecznych .
Po II wojnie światowej kolejne nowinki techniczne w zakresie rozgrywania młyna pojawiły się w 1949 roku w Afryce Południowej podczas meczów przeciwko Nowej Zelandii. Gospodarze luźniej wiązali graczy w młynie, a rwacze byli ustawieni bardzo szeroko, pozwalając im na znacznie szybsze granie piłką. W 1951 roku ponownie wprowadzono dla Australii (a potem także Nowej Zelandii) wyjątkowe zasady obejmujące zakaz przekraczania linii pomiędzy formacjami młyna przez pozostałych zawodników drużyny. W roku 1964 wprowadzono natomiast linię spalonego podczas gry w młynie, która przebiegała przez ostatnią stopę gracza z młyna. Wraz ze standaryzacją przez International Rugby Football Board numeracji zawodników w meczach międzynarodowych gracze młyna zaczęli od 1967 roku jednolicie nosić numery od 1 do 8 (wcześniej stosowane były różne systemy, np. w Nowej Zelandii do 1964 roku gracze młyna nosili numery od 15 do 8) . 

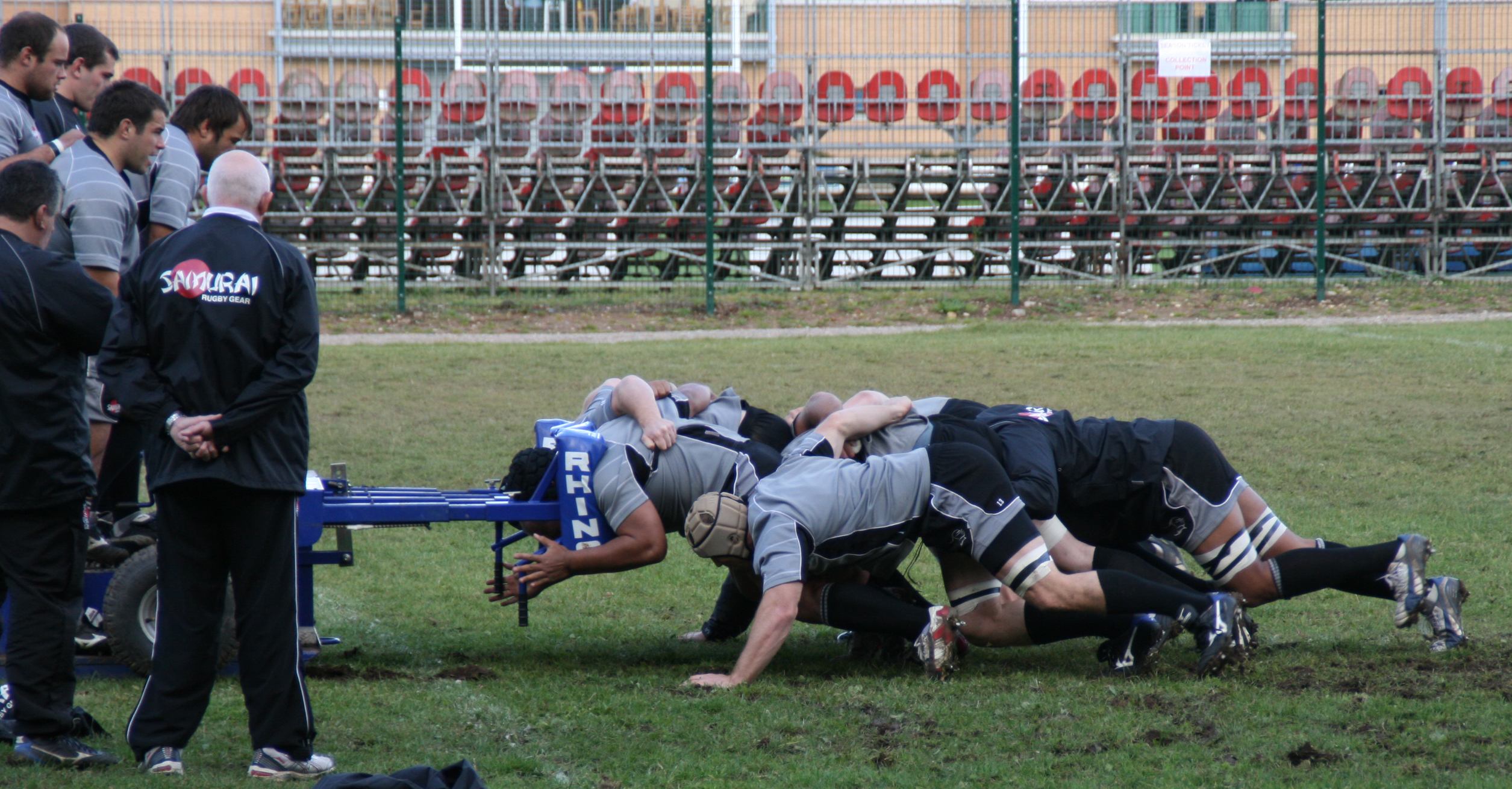
Trening formacji młyna

W latach 90. wprowadzono zakaz odłączania się graczy trzeciej linii od młyna aż do momentu wyjścia z niego piłki, co pozwoliło odciągnąć więcej graczy broniącej się drużyny od miejsca ataku. Około 1996 roku w Nowej Zelandii przyjęto taktykę rozgrywania młynów polegającą na pchnięciu przeciwników w momencie, gdy młynarz zagrzebywał piłkę. Taktykę tę zaczęto stosować powszechnie na świecie, jednak w praktyce w połączeniu z podawaniem piłki przez łącznika młyna w stronę graczy swojej drużyny, spowodowało to, że zanikła walka pomiędzy młynarzami o zagrzebanie piłki. To doprowadziło do koncentracji na pchaniu i powodowało częstsze zawalanie młynów. Dlatego na początku XXI w. wprowadzono przepisy dające sędziom kontrolę nad wiązaniem się młyna . Przepisy kilkakrotnie zmieniano w celu ograniczenia liczby kontuzji (szczególnie szyi) podczas rozgrywania młyna. W 2007 wprowadzono nakaz wiązania się filarów ramionami z przeciwnikami przed pchnięciem. Wcześniej taki obowiązek nie istniał, co powodowało, że formacje uderzały w siebie z większej odległości i, co za tym idzie, z większą energią. Wprowadzono wówczas także czterostopniowe wiązanie się młyna na sekwencję komend sędziego crouch, touch, pause, engage  . W 2013 roku, aby jeszcze bardziej ograniczyć siłę uderzenia, wprowadzono obecną, trzystopniową formułę . Zmiany te spowodowały jednocześnie wydłużenie przygotowania młyna, co bywa krytykowane.
We współczesnej grze znaczenie młyna maleje (ich liczba w ciągu meczu stopniowo zmniejszała się w ostatnich latach). Straciła także na znaczeniu walka o posiadanie piłki podczas młyna – dzięki zmianom przepisów czołowe zespoły zachowują teraz posiadanie piłki podczas młyna i w autach w 85-90% przypadków .